# Jean Billon de Cancerille
Pour les articles homonymes, voir Billon.
Jean Billon, né en 1672 à Signes (Var) où il est mort en 1752, est un voyageur, négociant et diplomate français.

## Une jeunesse provençale
Jean Billon est issu d'une famille de marchands drapiers aisés qui ont assuré les uns après les autres des charges importantes dans la gestion municipale du village de Signes en Provence. Une grande curiosité et un goût certain pour les études lui permirent d'acquérir une solide culture et une bonne connaissance des plantes et de leurs usages, grâce notamment à un livre de Théophraste que le curé du village lui avait prêté. Ce goût le conduisit à élaborer une sorte de panacée, semble-t-il assez efficace. Grâce à ses beaux-frères armateurs à Marseille, les Rampalle (ou Gairoard), il put s'embarquer pour Smyrne afin d'y gérer une succursale de l'entreprise familiale. Tout en travaillant, il commença à faire connaître son médicament universel, puis le commercialisa jusqu'aux frontières de la Perse. L'argent amassé lui permit d'acheter de grandes quantités de laine, et il rentra à Marseille pour la vendre, en même temps que son remède.

## Les voyages officiels en Orient
On le remarqua en haut lieu, Pontchartrain lui donna même une mission diplomatique et lui demanda de se renseigner sur l'état du commerce en Perse et en Orient. Jean Billon partit donc au printemps 1700 pour le Moyen-Orient. Il rejoignit Trébizonde, traversa l'Arménie, puis se rendit à Téhéran[réf. nécessaire], n'oubliant pas de vendre sa panacée sur son chemin. Arrivé dans la capitale perse, il s'acquitta de ses tâches diplomatiques, puis se mit à parcourir la Perse en tous sens, achetant des tissus précieux. Au bout de vingt mois, et après être retourné à Téhéran pour prendre des lettres du Shah destinées à Louis XIV, il passa de nouveau par Trébizonde, se rendit à Constantinople, Smyrne et revint à Marseille en 1702. Auréolé de ses succès, riche, il se rendit à la cour pour remettre les lettres diplomatiques. À Versailles, il offrit au roi une tapisserie qu'on disait provenir d'un palais de Gengis Khan. Il connut une certaine gloire à Paris et à la cour de Versailles, grâce au récit de ses voyages et à sa richesse soudaine. Il émit alors le vœu de repartir pour l'Orient. 
Le roi l'encouragea et lui donna des lettres de sauvegarde afin de parcourir les régions de Perse qu'il ne connaissait pas encore, et peut-être d'atteindre les frontières occidentales de la Chine. En mars 1704, il repartit de Marseille sur un voilier escorté par deux vaisseaux de guerre. À Trébizonde, il risqua de se faire saisir sa marchandise, mais il trouva moyen d'y échapper, non sans mal, et se fit accueillir à Téhéran par le roi de Perse à qui il donna les présents offerts par Louis XIV. On demanda alors à tous les gouverneurs de la Perse de protéger le « grand médecin ». Pendant deux ans, il parcourut la Perse, puis s'enfonça, semble-t-il, par l'Hindou Kouch, jusqu'en Chine par le Pamir. Sur le chemin du retour, le Shah lui donna des lettres destinées à Louis XIV, puis il reprit la mer.

## Un retour en France périlleux mais glorieux
Près du détroit de Messine, il apprit que l'accès à Marseille était quasiment impossible en raison de la guerre de Succession d'Espagne, et des escadres anglo-hollandaises qui croisaient au large de la Corse. Il envoya la majeure partie de sa cargaison à Venise, en lieu sûr, sous la direction d'un certain Mallet. Puis il arma un navire pour se lancer à son tour dans la guerre de course. Appuyé par la cour de Naples, il devint donc corsaire. Pendant deux ans, il connut les fortunes et infortunes de ce mode de vie (naufrage d’un de ses navires dans les Cyclades, pertes financières importantes…), puis, sentant la ruine venir, il décida de tout arrêter et de céder le dernier navire qui lui restait. En 1708, il acheta la propriété de Cancerille à Signes dont il prit bientôt le nom. Après un étrange procès où il perdit une partie de la cargaison restée à Constantinople, il se mit en quête de Mallet qui, depuis Venise, ne donnait aucun signe de vie. Billon devait absolument récupérer sa précieuse cargaison (des tissus de soie, d’or et d’argent, et près de cent mille livres de bijoux). Mais l’entreprise ne connut pas le succès, et en 1709, il revint à Paris où sa renommée l’avait précédée. 
Billon fut reçu avec tous les honneurs à la cour de Louis XIV à qui il apportait les lettres du Shah et un rapport circonstancié sur les pays traversés. Un troisième voyage officiel fut alors envisagé, mais le roi lui ayant promis une place d’ambassadeur à la cour de Perse, il fallait du temps pour créer le poste. La proposition fut faite en 1713, et les démarches furent trop longues. Louis XIV mourut en 1715 sans avoir pu tenir sa promesse. Pendant la Régence (1715-1723), Billon de Cancerille occupa un poste en vue au ministère de la marine. Sa position à la cour n’avait fait que se renforcer, et il pouvait fournir de bonnes places à ses parents, comme son cousin Dussueil, un relieur qui fut bientôt nommé relieur ordinaire du roi (1717), chargé de monter une bibliothèque de 36 000 volumes.

## Dernières années studieuses
Billon avait composé quelques ouvrages comme Le Gouvernement universel du royaume à perpétuité et sans altération, lu au régent, suivi d’un second volume destiné « au roi lorsqu’il sera parvenu à majorité », puis un livre qui devait apporter des solutions à la crise financière qui suivit la faillite de Law. Désireux d’en finir avec l’affaire Mallet, il s’adressa au Cardinal de Fleury, premier ministre de Louis XV, encouragé par le fait qu’il connaissait personnellement l’aumônier du Cardinal, originaire de Cabasse. Il put rencontrer Fleury, qui l’assura de sa protection, mais il n’y eut pas de suite à cela. C’est à cette époque qu’il aurait rédigé le récit de ses voyages, malheureusement il ne reste aucune trace de cet écrit. Il écrivit aussi deux ouvrages de médecine. S’étant retiré dans sa propriété pour gérer son patrimoine, il mourut dans sa ville natale, âgé d’environ quatre-vingts ans.

## Une biographie sujette à caution
Les sources de cet article convergent sur bien des points, mais une étude de 1974, plus fouillée et documentée, introduit de sérieux bémols sur la vie de Billon de Cancerille. D'autres recherches sont donc encore à effectuer afin de mettre en pleine lumière l'apport de ce personnage aux relations franco-persanes sous Louis XIV et à la connaissance qu'on avait de l'Orient à cette époque.

### Sources et bibliographie
- Claude François Achard, Dictionnaire de la Provence et du Comtat Venaissin contenant l’histoire des hommes illustres de Provence, Aix, 1786.
- Victor Saglietto, « Un émule de Tavernier, Jean Billon de Cancerille », Bulletin de la Société du vieux Toulon, 3e et 4e trimestre 1943.